# Robbie Crouch
Pour les articles homonymes, voir Crouch.
Pas d'image ? Cliquez ici
Robbie Crouch est un pilote automobile de stock-car né le 23 avril 1952 à Tampa, Floride, aux États-Unis. Il vit maintenant à Georgia au Vermont.

## Biographie
Après avoir commencé sa carrière dans sa Floride natale en 1969, il vient courir en Nouvelle-Angleterre et au Canada en 1972 en compagnie de son père C.A. Crouch. Dans les années 1980, il sera un pilote dominant de la série NASCAR North et de sa successeure l’ACT Pro Stock Tour en remportant six fois le championnat en 1983, 1984, 1986, 1987, 1988 et 1990. Au total, il cumulera pas moins de 77 victoires, le plus haut total de ces deux séries.
À partir de 1993, il sera surtout actif dans la série NASCAR Busch North, aujourd’hui connue sous le nom NASCAR K&N Pro Series East. Il remportera 8 victoires en 95 départs dans cette série avant de se retirer de la course automobile en 1997.
Il effectuera un bref retour en 2007 et 2008 en prenant part notamment, à quelques courses de la série ACT Tour et au Oxford 250.
Récipiendaire du Don MacTavish Award  en 1988, honneur décerné à un pilote ayant fait preuve d'esprit sportif, de détermination et de dévouement pour son sport.
Intronisé au New England Auto Racers Hall of Fame en 2006.